# آرتور ویوبوس

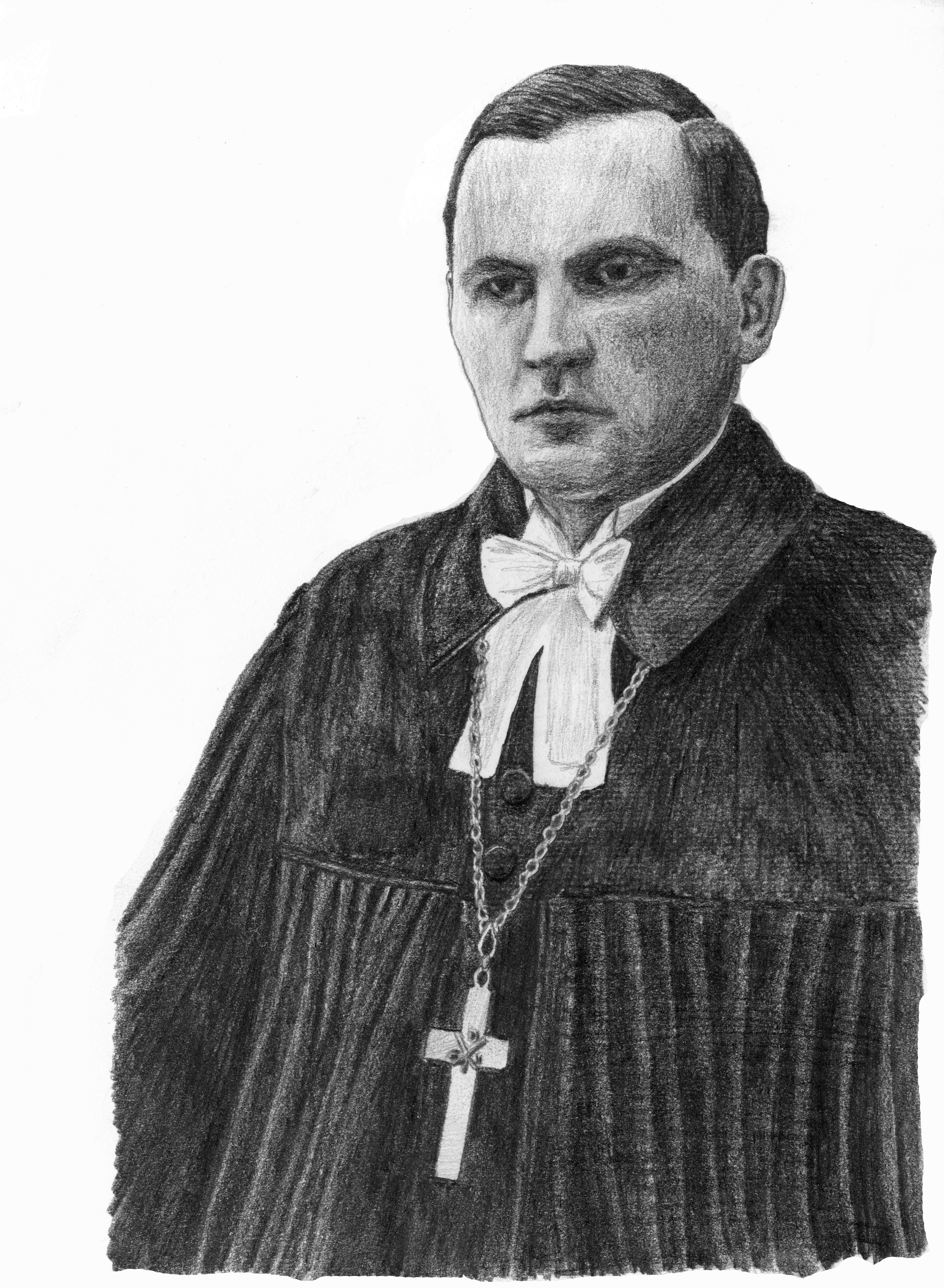
آرتور ووبوس، طراحی

آرتور ووبوس (به استونیایی: Arthur Vööbus) ( 28 April [سبک قدیمی: 15 April] 1909  – 25 سپتامبر 1988) الهی‌دان ، شرق‌شناس ، محقق، نویسنده، استاد و مورخ کلیسا بود.  

## زندگی‌نامه
آرتور ووبوس در روستای ماتجاما، شهرستان تارتو، لیوونیای امپراتوری روسیه، به عنوان فرزند یک معلم به دنیا آمد. او در سال ۱۹۲۸ تحصیلات خود را در دبیرستان هوگو ترفنر در تارتو به پایان رساند و سپس در سال ۱۹۳۲ تحصیلات خود را در دانشکده الهیات دانشگاه تارتو تکمیل کرد. در همان سال به عنوان کشیش منصوب شد. از سال ۱۹۳۳ تا ۱۹۴۰، او کشیش کلیسای انجیلی لوتری استونی در تارتو بود. آرتور ووبوس در سال ۱۹۳۴ با پایان‌نامه‌ای با عنوان «مسیحی واقعی، زندگی مسیحی واقعی و کلیسای مسیحی واقعی از دیدگاه سورن کیرکگور» مدرک کارشناسی ارشد الهیات خود را دریافت کرد. به طور موازی، آرتور ووبوس در کتابخانه‌ها و مجموعه‌های نسخه‌های خطی در رم، پاریس، لندن، برلین و لایپزیگ بر روی متون الهیاتی به زبان سریانی کار کرد. مهارت‌های زبانی او در دانشگاه تحت نظر اوکو ماسینگ کسب شده بود.
در سال ۱۹۳۶، او با ایلزه لوک‌سپ، دختر یک خانواده بازرگان ثروتمند، ازدواج کرد که همراه با شغلش در یک پاریش بزرگ، پایه مادی تحقیقاتش را فراهم کرد. در اواخر دهه ۱۹۳۰، ووبوس بر روی انتشار متون سریانی کار کرد. در سال ۱۹۴۰، او از اشغال شوروی استونی به آلمان فرار کرد. نگرش مخالف او باعث شد که تحت نظر گشتاپو قرار گیرد. پس از اشغال استونی توسط نیروهای آلمانی، ووبوس به استونی بازگشت. پایان‌نامه دکتری او در سال ۱۹۴۳ در دانشگاه تارتو به رهبانیت در سوریه، بین‌النهرین و پارسی پیش از قرن دهم اختصاص داشت.
در سال ۱۹۴۴، ووبوس و خانواده‌اش برای بار دوم پیش از اشغال مجدد استونی توسط شوروی فرار کردند. او بخشی از جنگ را در اردوگاه‌های کار اجباری سپری کرد. از سال ۱۹۴۴ تا ۱۹۴۸، او به عنوان کشیش در اردوگاه‌های پناهندگان کار کرد و از ۱۹۴۶ تا ۱۹۴۸ استاد تاریخ کلیسا در دانشگاه بالتیک در پینه‌برگ، نزدیک هامبورگ بود. هنگامی که این دانشگاه تعطیل شد، او در موزه بریتانیا در لندن کار کرد.
در سال ۱۹۴۸، ووبوس به ایالات متحده مهاجرت کرد و رئیس بخش عهد جدید و تاریخ کلیسای باستان در مدرسه الهیات لوتری شیکاگو (LSTC) شد، جایی که از سال ۱۹۵۱ تا بازنشستگی‌اش در سال ۱۹۷۷ تدریس کرد. آرتور ووبوس عضو چندین آکادمی علمی، از جمله آکادمی سلطنتی علوم، ادبیات و هنرهای زیبای بلژیک بود. ووبوس در ۲۵ سپتامبر ۱۹۸۸ در اوک پارک، ایلینوی، ایالات متحده درگذشت.
طی حرفه خود، ووبوس بیش از ۴۰ سفر جداگانه به خاورمیانه انجام داد و مجموعه‌ای از عکس‌های نسخه‌های خطی بر روی فیلم ایجاد کرد که بزرگ‌تر از هر مجموعه دیگری از تصاویر نسخه‌های خطی سریانی پیش از ظهور تصویربرداری دیجیتال بود. این مجموعه تصاویر نسخه‌های خطی اکنون به نام مجموعه نسخه‌های خطی سریانی ووبوس شناخته می‌شود. در سال ۱۹۷۹، این مجموعه از خانه ووبوس در شیکاگو به مؤسسه تازه‌تأسیس مطالعات نسخه‌های خطی سریانی (ISMS) منتقل شد که در کتابخانه JKM در LSTC قرار داشت. این مجموعه (که در آن زمان مجموعه پروفسور آرتور ووبوس از نسخه‌های خطی سریانی نامیده می‌شد) تا سال ۲۰۱۶ در ISMS نگهداری می‌شد. در سال ۲۰۱۶، به دلیل محدودیت‌های مالی، ISMS با موزه و کتابخانه نسخه‌های خطی هیل (HMML) توافقی امضا کرد و کل مجموعه به انبار میکروفیلم HMML منتقل و ذخیره شد. HMML اکنون مسئولیت ادامه دیجیتالی‌سازی فیلم‌ها و میزبانی تصاویر را بر عهده دارد. در سال ۲۰۲۳، HMML فیلم‌های اسکن‌شده را برای مشاهده آنلاین در آدرس https://hmmlvoobus.org/ در دسترس قرار داد.

## آثار
- Communism's Challenge to Christianity (1950)[۱]
- Studies in the History of the Gospel Text in Syriac (Louvain: 1951)
- Early Versions of the New Testament Manuscript Studies: Oriental Texts and Facsimile Plates of Syriac, Armenian, Georgian, Coptic, Ethiopic and Arabic Manuscripts (Stockholm: 1954)
- “Liber Graduum: Some Aspects of its Significance for the History of Early Syriac Asceticism,” Charisteria Johanni Kopp Octogenario Oblata (Papers of the Estonian Theological Society in Exile, 7), pages 108–128 (Stockholm: 1954)
- The Communist Menace, the Present Chaos and Our Christian Responsibility (New York: 1957)
- History of Asceticism in the Syrian Orient: A Contribution to the History of Culture in the Near East, volumes 1–3 (Louvain: 1958, 1960, 1988)
- The Department of Theology at the University of Tartu: Its Life and Work, Martyrdom and Annihilation (Stockholm: 1963)
- Discoveries of Great Import on the Commentary on Luke by Cyril of Alexandria: The Emergence of New Manuscript Sources for the Syriac Version (1973)
- Important New Manuscript Sources for the Islamic Law in Syriac: Contributions to the History of Jurisprudence in the Syrian Orient. (1975)
- West Syrian Synodicon, CSCO 367–368/161–162; 375–376/163–164. (Louvain: 1975, 1976)
- “In Pursuit of Syriac Manuscripts,” Journal of Near Eastern Studies 37.2, Colloquium on Aramaic Studies (April 1978), pages 187–193.
- “On the Pathways of the Syrian Orient in the Pursuit of Manuscript Treasures,” The Professor Arthur Vööbus Collection of Syriac Manuscripts on Film and the Institute of Syriac Manuscript Studies, pages 2–20 (Chicago: 1982).
- The Martyrs of Estonia: The Suffering, Ordeal and Annihilation of the Churches under the Russian Occupation (Stockholm: ETSE, 1984)
- Studies in the History of the Estonian People, volumes 1–14
- Tragedy of the Estonian People, volumes 1–2

## کتاب جشن‌نامه
- Robert H. Fischer (ed.), A Tribute to Arthur Vööbus: Studies in Early Christian Literature and Its Environment, Primarily in the Syrian East, Chicago: Lutheran School of Theology at Chicago, 1977.